# Caloctenus abyssinicus
Caloctenus abyssinicus är en spindelart som beskrevs av Embrik Strand 1917. Caloctenus abyssinicus ingår i släktet Caloctenus och familjen Ctenidae.
Artens utbredningsområde är Etiopien. Inga underarter finns listade.